# Taxe d'embarquement sur les passagers dans les territoires d'outre-mer
Lire en ligne

Lire sur Légifrance

La taxe d'embarquement sur les passagers dans les territoires d'outre-mer (TEP) est une taxe française créée en 1993 afin de permettre aux collectivités d'outre-mer de toucher les dividendes du tourisme.

## Historique
En raison d'une situation financière catastrophique dans plusieurs collectivités d'outre-mer, une taxe est instituée par l’article 88 de la loi n° 93-1352 du 30 décembre 1993 de finances pour 1994. Le rapporteur Jean Arthuis souligne néanmoins le rendement dérisoire de la taxe (60 millions de francs) par rapport à l'endettement qui est évalué à 2,75 milliards de francs. Il rappelle également que l'aéroport de Saint-Martin est situé dans la partie hollandaise de l'île, ce qui rendra très difficile la collecte de la taxe.
Créée en 1993 pour deux ans, la taxe est ensuite reconduite une première fois pour une durée de cinq ans, puis régulièrement prorogée jusqu'à sa pérennisation en 2010. Le gouvernement proposait initialement de poursuivre la reconduction de cinq ans,. 
En 2000 et 2006, les conditions d’attribution d’une part du produit de la taxe aux communes des collectivités d’outre-mer sont précisées. 
En 2013, la taxe est étendue au département de Mayotte. 
En 2014, l'Inspection générale des finances liste la contribution parmi une liste de 192 taxes à faible rendement. La mission préconise de supprimer cette taxe du fait de son faible rendement, le partage de son produit entre plusieurs bénéficiaires, et la non atteinte de l'objectif initial. Sur ce dernier point, la mission souligne que l’objectif de politique publique assigné à cette taxe, à savoir d'offrir une aide au redressement financier des collectivités territoriales, n'a pas été atteint. 
En 2018, Michel Castellani suggère d'élargir l'assiette de la taxe aux débarquements de passagers. Le rapporteur général Joël Giraud donne un avis défavorable, car l'élargissement de l'assiette frappera principalement « les ultramarins et leurs familles, qui n’ont d’autre choix que de rentrer dans leur territoire ». L'amendement n'a pas été adopté.
En 2021, dans l'article portant sur la suppression des taxes à faible rendement, le gouvernement propose de restreindre l'assiette de la taxe en excluant le transport maritime.

## Caractéristiques
La taxe est codifiée à l’article 285 ter du code des douanes.

### Redevables
La taxe est due par les entreprises de transport aérien et maritime, au titre des opérations d'embarquement de voyageurs réalisées sur les vols commerciaux ou sur les lignes maritimes régulières depuis les départements et régions d'outre-mer (Guadeloupe, Guyane, Martinique, Mayotte et La Réunion). Contrairement à la taxe en Corse assise sur le nombre de passagers embarquant et débarquant en Corse, la présente taxe est assise sur le nombre de passagers embarquant dans ces régions,.
Les tarifs de la taxe due par les entreprises de transport public aérien et maritime sont fixés par le conseil régional ou par le conseil général de Mayotte dans la limite de 4,57 euros par passager.

### Bénéficiaires
Le produit de la taxe collectée le service des douanes est affecté à la Guadeloupe, la Guyane, la Martinique, Mayotte et la Réunion.
Jusqu'à 30 % du produit de la taxe peut être affecté au budget des stations balnéaires. La répartition se fait au prorata de la population des communes concernées.

### Produit
Le produit de la taxe est de 9,4 millions d'euros en 2012, 7 millions en 2014 et 8 millions en 2016.